# Mozarlândia
Mozarlândia (zuvor: Barreirinho) ist ein brasilianisches Município im Bundesstaat Goiás. Sie liegt nordwestlich der brasilianischen Hauptstadt Brasília und 313 km von Goiânia, der Hauptstadt des Bundesstaates. Die Einwohner werden auf Portugiesisch mozarlandense genannt.

## Etymologie
Im Jahr 1958 wurde das Munizip nach Andrade Motas erstem Vornamen Mozart umbenannt – den dieser von seinen Eltern zu Ehren Wolfgang Amadeus Mozarts erhalten hatte.

## Geschichte
Der Ursprung von Mozarlândia war die Unterkunft der Landvermesser Pedro Leite da Silva, Mozart de Andrade Mota und Edgar de Alencar Mota in Zelten nahe dem Zusammenfluss der Bäche Barreirinho und Fogueira, mit Blick auf die Parzellierungen „Barreirinho und São João“, die im Juni 1952 vom Ministerium für Land und Kolonisierung genehmigt wurden. In dieser Region erwarb Mozart de Andrade Mota ein Stück Land, auf dem er Reis, Mais und Kaffee anbaute. Auf Vorschlag von João Marcelino de Souza wurde ein Teil des Landes parzelliert, um die Gründung der Siedlung zu fördern.
Am 25. Februar 1954 entstand die erste strohgedeckte Hütte von José Crispim dos Santos, gefolgt von weiteren Hütten seiner Brüder, und so entstand die Siedlung mit dem Namen „Barreirinho“, benannt nach dem angrenzenden Bach, mit einer überwiegend aus Nordosten und Minas Gerais stammenden Bevölkerung. Im Oktober 1956 legten die Bewohner in einer gemeinsamen Aktion die erste Straße an, die die Siedlung mit Baunilha, dem heutigen Nova América, verband und den Abtransport der bereits damals bedeutenden landwirtschaftlichen Produktion erleichterte.

Die Entwicklung der Landwirtschaft und Viehzucht sowie die vom Gründer angebotenen Vorteile führten zu einer intensiven Einwanderung, vor allem aufgrund der einfachen Registrierung von Grundstücken durch das Ministerium für Land und Kolonisierung des Bundesstaates Goiás.

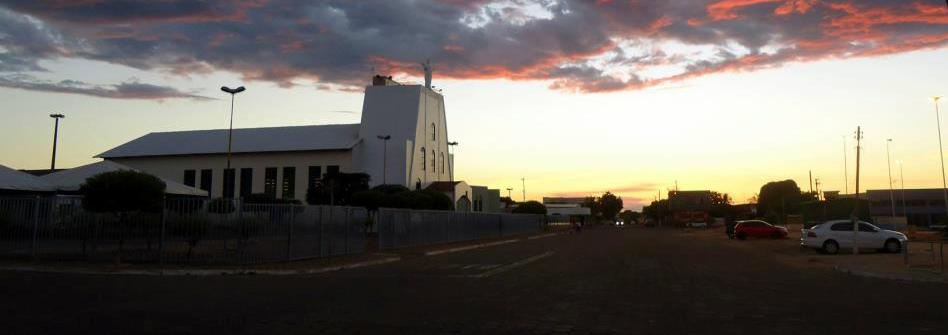
Igreja Matriz

Der Distrikt wurde unter dem Namen Mozarlândia (ehemals Dorf - ex-povoado) durch das Munizipalgesetz (Lei Municipal) Nr. 245 vom 30. Januar 1958 gegründet und dem Munizip Goiás unterstellt. Durch das Landesgesetz (Lei Estadual) Nr. 4.702 vom 23. Oktober 1963 wurde er in den Rang eines Municipios mit dem Namen Mozarlândua erhoben und von Goiás getrennt. Seit dem 1. Januar 1964 besteht das Munizip aus dem Hauptbezirk.

## Demographie
Laut der brasilianischen Volkszählung 2010 betrug die Einwohnerzahl 13.403. Die Einwohnerzahl betrug bei der brasilianischen Volkszählung 2022 14.750 und bei der amtlichen Schätzung 2024 war sie 15.109.

## Geographie

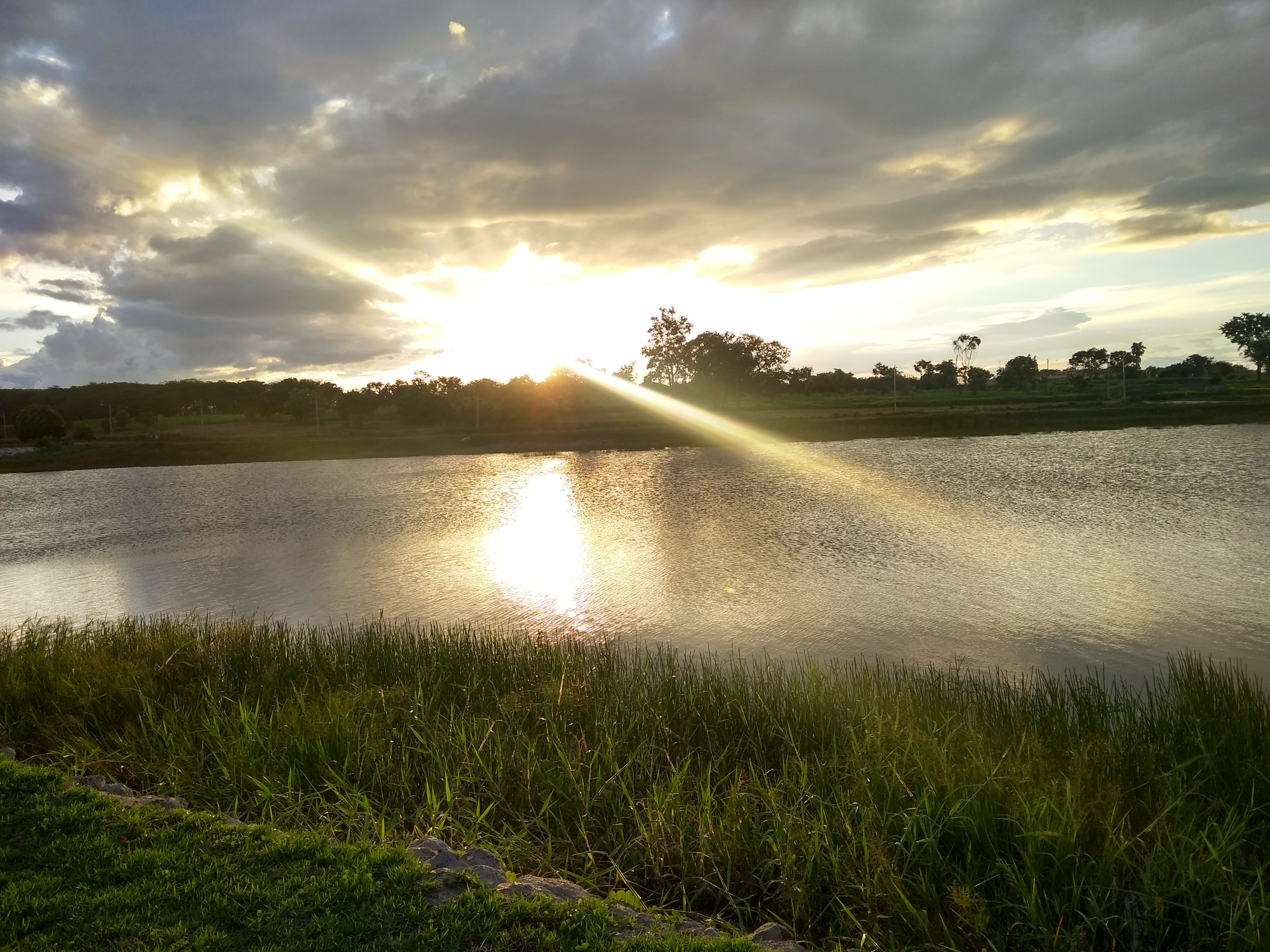
Munizipalsee von Mozarlândia

Das Territorium von Mozarlândia grenzt
- im Norden an die Gemeinde Nova Crixás
- im Osten an Crixás
- im Süden an Araguapaz
- im Westen an Aruanã

## Wirtschaft
Das Aushängeschild der Wirtschaft von Mozarlândia ist die Viehzucht, vor allem aufgrund der Ansiedlung des Fleischverarbeitungsbetriebs Frigorífico Bertin (heute JBS Friboi) im Munizip.
Das Municipio Mozarlândia verzeichnet auch eine interne Entwicklung, die auf die Investitionen der Einwohner in die Wirtschaft des Munizips zurückzuführen ist. Dennoch ist die sozioökonomische Ungleichheit im Munizip trotz ihres hohen Pro-Kopf-BIP, dem höchsten in der Mikroregion São Miguel do Araguaia, sehr ausgeprägt.
Derzeit investiert das Munizip stark in den Bereichen Gesundheit (Erweiterung des städtischen Krankenhauses, Anschaffung neuer Geräte, Bau eines Labors in Zusammenarbeit mit JBS), Bildung, Asphaltierung (Erneuerung der Fahrbahndecke mehrerer Straßen der Stadt) und sogar in die Straßenbeleuchtung, indem die Lampen in den Hauptstraßen der Stadt ausgetauscht werden.

## Politik
| Jahr      | Prefeito                                 |
| --------- | ---------------------------------------- |
| 1963–1964 | Laurindo Alecrim de Souza                |
| 1965      | Emiliano Gomes de Almeida                |
| 1966–1969 | Mozar Andrade Mota                       |
| 1970–1972 | Décio Rodrigues de Freitas               |
| 1973–1976 | Mozar Andrade Mota                       |
| 1977–1982 | Pedro Pereira da Silva                   |
| 1983–1988 | José Pessoa                              |
| 1989–1990 | Pedro Pereira da Silva                   |
| 1991–1992 | Francisco Carlos de Oliveira             |
| 1993–1996 | Carlos Cezar Flauzino da Silva           |
| 1997–2000 | José Pessoa                              |
| 2001–2008 | João da Centro-Oeste                     |
| 2009–2012 | Luizinho                                 |
| 2013–2016 | João da Centro-Oeste                     |
| 2017–2020 | Adalberto da Pax                         |
| 2021–2024 | Valter Aleixo                            |
| 2025–2028 | Lucijane Freires Alencar Carlos da Silva |